# O nejbohatším vrabci na světě
O nejbohatším vrabci na světě je dětská kniha od autora Eduarda Petišky a ilustrátora Zdeňka Milera. Jak naznačuje sám název, vypráví příběh vrabce Rozcuchánka, který objevil, co je největší bohatství na světě. Nalezneme zde prvky bajky, neboť kniha vyzdvihuje nesporně morální hodnoty přátelství. Je určena dětem od 5 let a je psána poutavou formou s rychlým spádem, kdy je čtenář přímo vtahován do děje. Ačkoli příběh vznikl o několik desítek let dříve, kniha byla poprvé vydána až v roce 2006 nakladatelstvím Knižní klub.

## Okolnosti vydání
Dílo je rozpracovanou verzí příběhu O nenasytném vrabci, který je součástí Petiškova díla Pohádkový dědeček. Samostatně kniha poprvé vyšla v roce 2006 v Knižním klubu. Poté se dočkala dalších dvou vydání, v roce 2011 opět Knižním klubem a v roce 2018 nakladatelstvím Euromedia v edici Pikola. V roce 2007 kniha vyšla také v japonštině, překládal Júko Kimura.
Kniha vyšla v pevných deskách s netypickým formátem 203*260 mm. Text je rozvržen na 30 stránkách po krátkých odstavcích. Celkový počet je necelých 1100 slov. Každá stránka je ilustrována obrázkem přibližně přes dvě třetiny plochy strany a dalšími samostatnými postavičkami.
Příběh se stal předlohou pro krátký dětský film, který byl natočen v roce 1961. Výtvarníkem je i zde Zdeněk Miler. Film se bez mluveného slova, pouze s hudebním doprovodem. 

## Děj
Vrabec Rozcuchánek spolu se svými třemi kamarády každý zimní den hledají něco k snědku. Všichni se o nalezenou potravu dělí, ale Rozcuchánek se s nikým dělit nechce. Na krmítku předbíhá a je sto všechno bezohledně vyzobat. Ostatní vrabčáci ale ztrácí trpělivost a jdou si svou cestou. Osamocený Rozcuchánek bloudí městem a sní o plném krmítku a životě v teple a bez starostí. Jednoho dne se zatoulá na nádraží, kde právě probíhá překlad zrní do vagónu.
Rozcuchánek má pocit, že se ocitl v ráji. Zůstává na hromadě zrní a užívá si právě nabytou hojnost. Vagon se však zavře a vrabec v něm zůstává uvězněný. S přeplněným břichem se totiž není schopný mřížemi v okně protáhnout. Po čase ale přichází na to, že nadbytek a bezstarostnost nemůže vyvážit přátelství. Zamřížovaným oknem totiž pozoruje své bývalé kamarády, jak si spolu hrají a užívají si života. Nikdo z nich neměl tolik zrní, ale každý byl veselý, volný a nebyl sám. Příběh končí šťastně.
Dělník otevírá vagón a Rozcuchánek odlétá za ostatními. Cestou nachází plnou makovici a svolává k ní kamarády, kteří mu nakonec jeho lakotu odpouštějí.

## Přijetí díla a interpretace
Kniha nepatří mezi nejznámější díla ani autora textu ani autora ilustrací. Nepatří v dnešní době ani mezi promítané moderní pohádky. Svým tématem a kvalitou zpracování, ze které je patrná dětská něžnost, je ale nadčasová. Dle anotace Knižního klubu se jedná o obrázkovou knížku vyprávějící poučný příběh pro nejmenší čtenáře. Je doprovázen barevnými ilustracemi Zdeňka Milera, kterého čtenáři znají jako „otce“ Krtečka.
Podle Zpravodaje československého filmu jde o bajku, která spojuje seznámení s přírodou s varováním před nenasytností, ale bez laciné podbízivosti. Naopak časopis Výtvarná práce sice ocenil režijní a výtvarnou dokonalost filmové adaptace, příběhu však chybí motivické novátorství a jde spíše o návrat ke konvenčnímu dětskému příběhu s morálním akcentem.